# Хатлони, Искандар

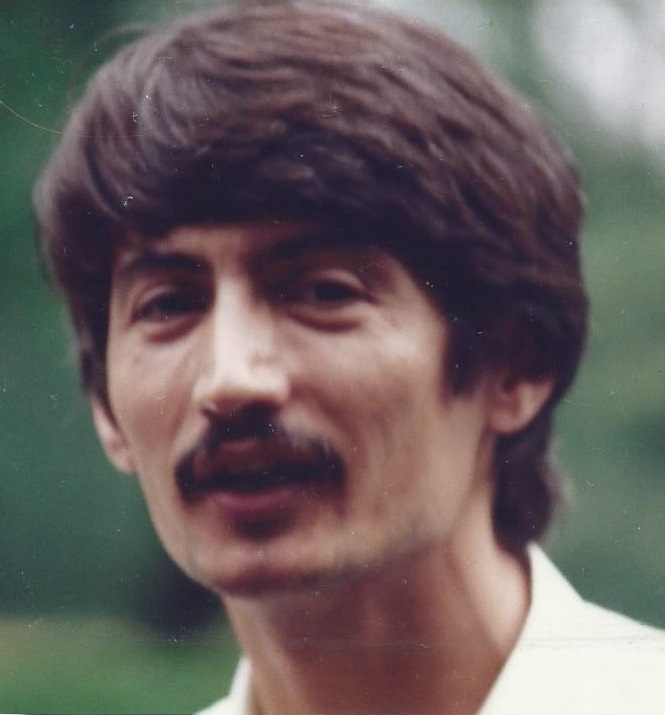
Во время поездки в Нидерланды, начало 90-х.

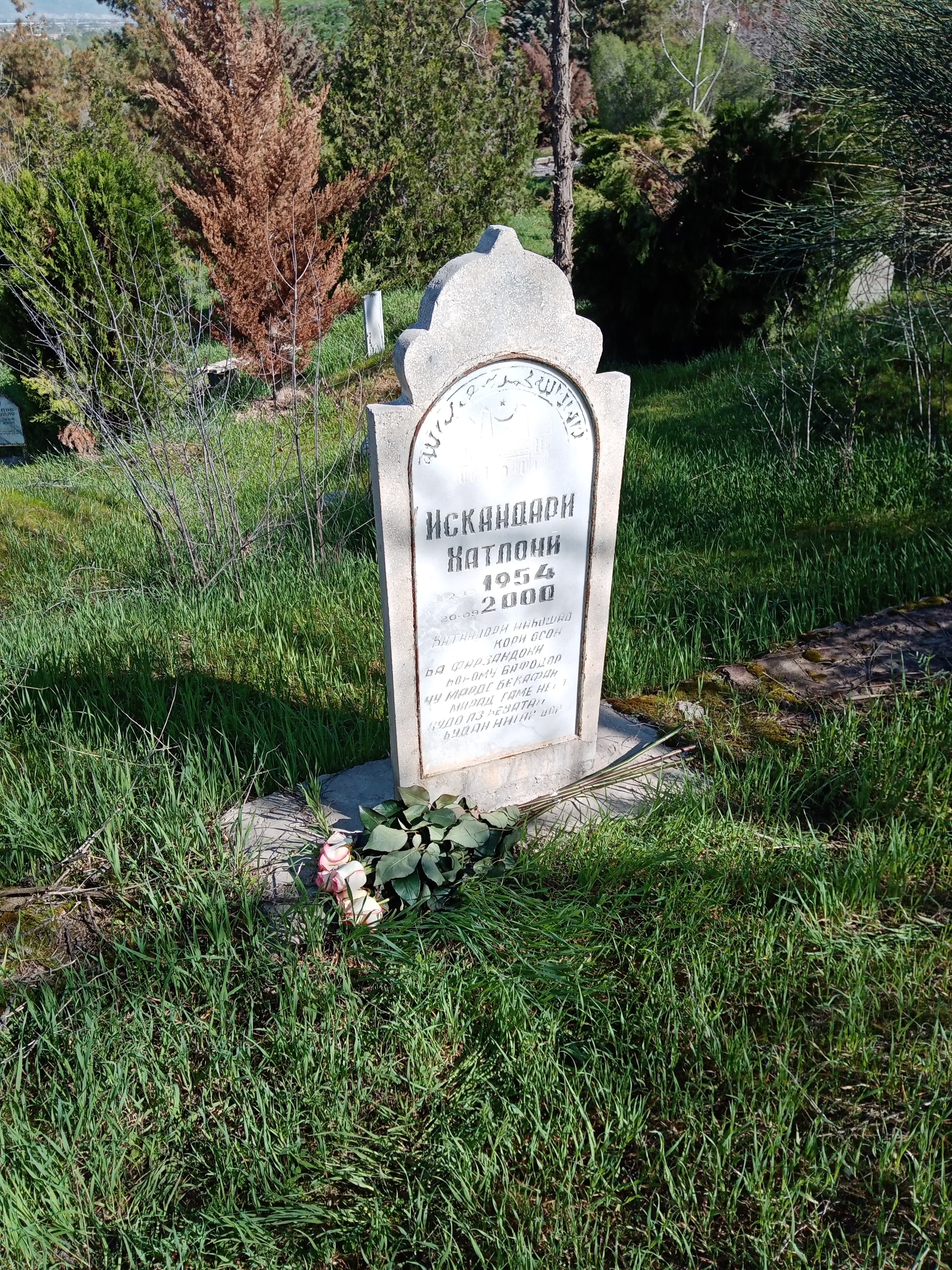
Могила Искандара Хатлони, кладбище Сангпар в г. Кулябе.

Искандар Хатлони́ (тадж. Искандари Хатлонӣ, перс. اسكندر ختلانى‎ , 12 октября 1954, Куляб, Таджикская ССР — 20 сентября 2000, Москва) — таджикский журналист, поэт, переводчик, правозащитник, общественный деятель.

## Биография
Родился в семье учителей — отец и мать Искандара Хатлони преподавали русский язык и литературу в средней школе. Окончив среднюю школу, Искандар поступил в Душанбинский строительный техникум, однако любовь к словесности, поэзии и литературе привела его в Литературный институт имени А. М. Горького,который он окончил в 1981 году. Параллельно с учёбой работал корреспондентом «Московского радио». После окончания института работал в таджикском еженедельнике «Адабиёт ва санъат». Работал военным переводчиком в Афганистане, где также преподавал на факультете общественных наук Кабульского университета. Первый сборник его стихов вышел в Кабуле в 1988 г. После вывода Советский войск из Афганистана перешёл на работу в Персидскую службу Би-би-си.
Был одним из ярчайших представителей таджикской интеллигенции и национально-возрожденческого движения Таджикистана в конце 1980-х гг. Был одним из организаторов первого таджикского политического клуба «Ру ба ру» («Лицом к лицу», 1988 г.) и национально-демократического движения «Растохез» («Возрождение», 1989 г.). Активно выступал за придание таджикскому языку в Таджикской ССР статуса государственного языка. Он был одним из немногочисленных общественных деятелей, открыто осудивших действия коммунистической власти Таджикистана в февральских событиях 1990 года.
Вернувшись в Москву в начале 1990-х, Хатлони организовал первую таджикскую независимую газету «Мужда» («Весть»), которая издавалась на персидском-таджикском языке.
С 1995 до гибели в 2000 году работал корреспондентом «Радио Свобода».
Хатлони также был поэтом и опубликовал 4 тома стихов.

## Смерть
Искандар Хатлони был убит 20 сентября 2000 года в Москве в результате нападения неустановленного лица.
19 сентября 2000 г случайные прохожие обнаружили истекающего кровью журналиста на Онежской улице около дома номер 2, где он снимал квартиру. Машина «скорой помощи» доставила И. Хатлони в Боткинскую больницу, где 20 сентября 2000 г, несмотря на все усилия врачей, он скончался от тяжелой черепно-мозговой травмы.
Перед своей гибелью Хатлони занимался в Москве вопросами нарушения прав человека во время войны в Чечне.
У Хатлони остались жена Кимат и дочь Ануша от первой жены. Он похоронен у себя на родине в Таджикистане в Кулябе.

## Примечание
1. ↑  RFE/RL Journalist Slain in Moscow (англ.). Radio Free Europe (22 сентября 2000). Дата обращения: 16 мая 2020. Архивировано из оригинала 17 июня 2004 года.
2. ↑  Веблог Салима Аюбзода Архивная копия от 4 марта 2016 на Wayback Machine (тадж.)
3. 1 2 3  Dine Decries Murder Of RFE/RL Journalist (англ.). Radio Free Europe (28 сентября 2000). Дата обращения: 10 марта 2008. Архивировано из оригинала 18 июня 2004 года.
4. ↑  Journalist Murdered In Moscow (англ.). Committee to Protect Journalists (22 сентября 2000). Дата обращения: 19 сентября 2010. Архивировано 15 марта 2012 года.
5. ↑  Хатлони (Идиев) Искандар. Дата обращения: 8 апреля 2011. Архивировано 11 января 2012 года.